# بلد المحبوب (فلم)
بلد المحبوب هو فيلم مصري من إخراج حلمي رفلة وبطولة تحية كاريوكا، سعد عبد الوهاب، شريفة ماهر، إسماعيل ياسين، سعاد مكاوي، حسن فايق، زينات صدقي، عبد الوارث عسر وعبد السلام النابلسي، صدر الفيلم في 29 يناير 1951.

## نبذه
تدور أحداث الفيلم حول شابان قادمان من الريف، ويقرر الأول أن يختار شريكة حياته من المدينة، ولكنه لا يستطيع أن يجذب أنظارها إليه.

## وصلات خارجية
- مقالات تستعمل روابط فنية بلا صلة مع ويكي بيانات